# Памятник Стиву Джобсу (Одесса)
Па́мятник Сти́ву Джо́бсу «Спасибо, Стив» (англ. Thanks, Steve) — скульптурная композиция, установленная в Одессе в память о Стиве Джобсе. Является первым памятником Стиву Джобсу в СНГ и вторым памятником в мире.

## История создания
Инициаторами установки памятника Стиву Джобсу в Одессе выступили студенты и ректорат Государственной академии технического регулирования качеством (бывший Измерительный техникум). Этот замысел нашёл поддержку в историко-топонимической комиссии одесской мэрии в июле 2012 года. Скульптор и художник Кирилл Максименко, автор скульптуры и выпускник Академии, специализирующийся на создании предметов искусства из металлических конструкций, начал работу над ней ещё в ноябре 2011 года. Местом для установки памятника была выбрана территория перед фасадом студенческого общежития Академии на улице Новосельского. Памятник был торжественно открыт 5 октября 2012 года, в первую годовщину со дня смерти Джобса.

## Композиция
Скульптурная композиция выполнена в виде человеческой кисти с пронзившим её насквозь изображением яблока в стилистике Apple со стороны ладони и сердца — с тыльной стороны. Оба изображения образуют в кисти сквозной просвет. Кисть выполнена на стальном каркасе из отдельных металлических деталей (авто-, мото-, велозапчастей, которые в студию мастера приносили простые одесситы), сваренных между собой. В тёмное время суток композиция подсвечивается бело-синим неоновым светом[прояснить] с автономным источником питания. В саму скульптуру вмонтировано устройство, позволяющее окружающим иметь бесплатный доступ в интернет в режиме Wi-Fi. С лицевой стороны памятника к постаменту прикреплена табличка, на которой на русском и английском языках написано: «Спасибо, Стив».
Вес всего сооружения достигает 330 килограмм, согласно другим источникам — 230 килограмм.
Автор скульптуры рассказал о рождении своего замысла: 

Когда начинался этот проект, я оценивал свои возможности. Руку было сделать проще, как казалось на тот момент. Я пересмотрел огромное количество видео со Стивом Джобсом. Наверняка каждый из вас обращал внимание, что помимо слов он очень много жестикулировал, какая-то мимика. Вот, собственно говоря, это жест, можно так сказать…